# Eudunda
Eudunda – miasto w Australii, w stanie Australia Południowa.